# Cyrtolobus acuminatus
Cyrtolobus acuminatus är en insektsart som beskrevs av Robert E. Woodruff. Cyrtolobus acuminatus ingår i släktet Cyrtolobus och familjen hornstritar. Inga underarter finns listade i Catalogue of Life.